# Балашов Геннадій Вікторович

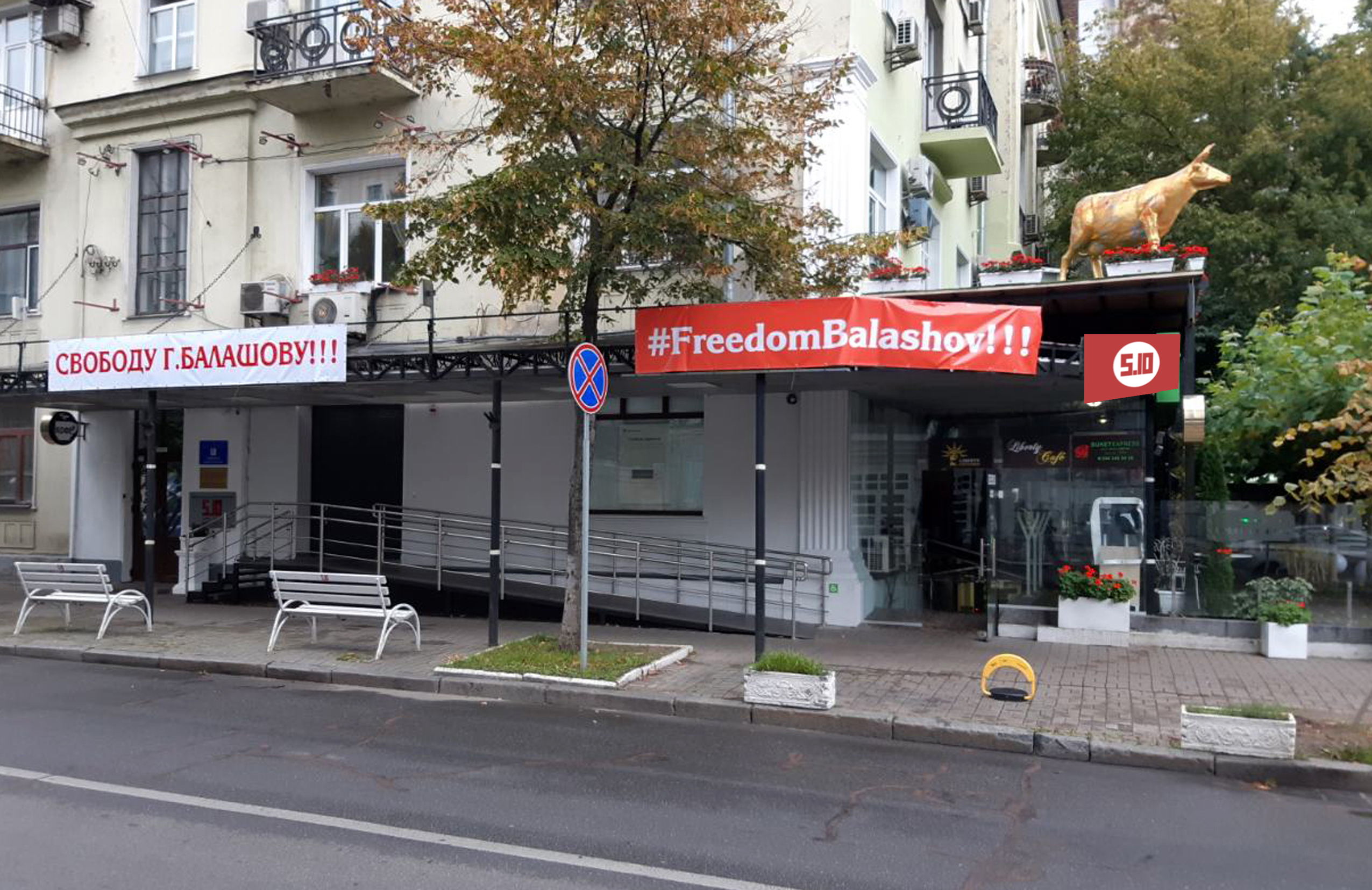
Київський офіс партії 5.10, 2021

Генна́дій Ві́кторович Балашо́в (нар. 20 лютого 1961, Дніпропетровськ) — політик із антиукраїнськими поглядами, підсанкційна особа підприємець, блогер, політик, керівник партії «5.10». Учасник Євромайдану. Пропагував лібертаріанські реформи для України, та радикальну реформу оподаткування для України: «Система 5.10» (5 % — податок з продажів і 10 % — податок із зарплат).

## Біографія
Народився 20 лютого 1961 р. в Дніпропетровську.
У 1987 році закінчив Дніпропетровський державний університет (економічний факультет, спеціальність: «Економіка праці»).
До 1998 року — начальник управління внутрішньої політики Дніпропетровського міськвиконкому.
З 1998 по 2002 — Народний депутат України 3-го скликання, обраний по виборчому округу № 27 (Дніпропетровська область). На момент обрання належав до партії «Міжрегіональний блок реформ»; був членом фракцій Народно-демократичної партії і «Яблуко». Був членом Комітету з питань фінансів і банківської діяльності.
З 1998 по 1999 — засновник і лідер партії «За красиву Україну».
З 1999 по 2001 — лідер партії «Красива Україна».
У 2000 році «Партія регіонального відродження України», «Партія солідарності України», «Партія праці», «Всеукраїнська партія пенсіонерів» і партія Балашова «За красиву Україну» мали об'єднатися[джерело?] в Партію регіонального відродження «Трудова солідарність України», співголовами якої мали стати лідери об'єднаних партій Володимир Рибак, Валентин Ландик та Петро Порошенко, але об'єднання так і не відбулося і в нову партію влились лише «Партія регіонального відродження України» і «Партія праці», тоді як «Партія солідарності України», «Всеукраїнська партія пенсіонерів» і партія Балашова «За красиву Україну» продовжили існувати як незалежні партії[джерело?].
З 2001 по 2002 роки член Громадської ради експертів з питань внутрішньої політики при Президенті України Леонідові Кучмі.
Політичний філософ, психолог, блогер, директор агентства нерухомості «Липки», співавтор книги «Как стать авантюристом? Размышления миллионера», засновник центру «Школа політичної психології». Був радіоведучим передачі «Стрес-шоу „Психологія грошей“» на «Бізнес-радіо 98,3 fm», та телеведучим передачі «Шоу Балашова. Психологія грошей» на каналі «Бізнес».
Автор ідеї скасування чинних податків в Україні. З березня 2014 року — керівник партії «5.10».
У квітні 2021 року 4 канал припинив співпрацю та закрив авторські програми «Гроші говорять» та «Погляд Балашова» з Балашовим, який раніше втрапив у скандал у березні 2021 року після українофобських висловлювань щодо української мови та расистських закликів «бити україномовних камінням в голову» в ефірі проросійського телеканалу «НАШ».
1 вересня 2021 Державна фіскальна служба повідомила про арешт нерухомості на суму 200 млн гривень. Балашова звинувачують в ухиленні від сплати податку з доходів фізосіб і військового збору на суму понад 9,6 млн гривень шляхом продажу нерухомості іншим особам за заниженою вартістю. Геннадію Балашову пред'явили підозру у вчиненні кримінального правопорушення і за рішенням суду були арештовані 18 об'єктів нерухомості в Києві орієнтовною вартістю 200 млн грн. Геннадій Балашов відкидає всі звинувачення і називає кримінальне провадження замовним. За його словами, у 2018 році він продав квартиру через нотаріуса, а угоду схвалив Держкоммайна.
16 вересня 2021 Печерський суд Києва обрав запобіжний захід Балашову та відправив його під варту.
У липні 2022 року переїхав до Флориди в США за програмою «Uniting for Ukraine» («Єднання заради України»).
У 2025 році проти нього Зеленський застосував санкції РНБО. У липні 2025 року YouTube канал Балашова було заблоковано на території України як підсанкційної особи РНБО.

### Сім'я
Має дружину і троє дітей — доньок Юлію, Дарину та сина Геннадія.

## Політична діяльність та погляди
Геннадій Балашов вважає себе лібертаріанцем-мінархістом.
У часи свого депутатства свідомо відмовлявся виступати державною мовою. В ефірах говорить виключно російською мовою, виступає проти Закону «Про забезпечення функціонування української мови як державної» і вважає, що українська культура не зможе розвинутися в рамках української мови через «обмеженість цільової аудиторії». Балашов закликав власників обслужного бізнесу до насильницької зміни конституційного ладу України у сфері використання державної мови та до агресивного фізичного міжнаціонального протистояння за мовною ознакою, і у етері телеканалу «Наш», на запитання ведучого: «Що робити якщо до вас прийшов цей мовний омбудсмен?», він сказав: «Бити палицею! Поводитися агресивно! Ресторатори повинні вести себе агресивно: якщо він прийшов і щось сказав по-українськи — каменем в голову кинути… Мені буде якась тварюка приходити і говорити, якою мовою мені говорити?».

### Проект «5.10»
Починаючи з 2012 року Балашов активно просуває ідею скасування більшості податків на території України. Він започаткував рух «5.10» («5/10»), який пізніше став політичною партією.
Основою цього руху, відповідно до виступів Балашова, є така ідея:
- скасування системи усіх нині існуючих в Україні податків (включно з ПДВ), акцизів, зборів та мит;
- замість них — впровадження лише двох основних податків (за якими власне цю альтернативну систему і було названо):

1. 5 % з продажів (платить покупець);
2. 10%-й соціальний податок (платить одержувач особистого доходу, наприклад, відраховується з зарплатні).

Крім низького податкового навантаження, він пропонує скасувати майже всю дозвільну систему, і дати бізнесу розвиватися без державного регулювання. Це дозволить суттєво скоротити штат чиновників (на його думку, до 80 %) і знищити корупцію. Це, на його думку, створить сприятливий бізнес-клімат в Україні, що спричинить за собою різке зростання інвестицій і розвиток бізнесу.
Він переконаний:[джерело не вказане 3167 днів]
|  | Практично всі найбагатші країни світу з найвищим ВВП створили рай для інвестицій. Це безподаткові країни, всілякі офшори, кантони без податків, штати з найнижчим оподаткуванням. Саме завдяки цим зонам розвивається і процвітає їх економіка. Україна має чудовий шанс в найкоротші терміни стати врівень з багатющими країнами світу — якщо на карті з'явиться держава з найпростішим оподаткуванням, з найвільнішими законами ведення бізнесу, країна, в якій держава не бере участі в економічному житті і не втручається в нього. Просто уявіть собі, що буде, якщо Україна введе систему 5/10. Це найбільша реформа в світовій економіці, яка забезпечить економічний бум на території України! Економічна реформа і введення системи 5/10 припускають наступні кроки: 1. Скасування всієї податкової системи України (відміна ПДВ, акцизів і мит) і введення простої зрозумілої системи: 5 % з продажів, які платять споживачі товарів і послуг, і 10 % соціального податку, які оплачуються одержувачами доходів. 2. Вільний обіг валют. Розрахунки в Україні повинні проводитися в будь-якій зручній громадянам валюті без яких-небудь обмежень. 3. Вільне, без обмежень проходження товарів і вантажів через митницю, повне відкриття економічних кордонів України. Митний контроль здійснюється тільки з метою виявлення зброї і наркотиків. Ми можемо збагатити своїх громадян, тому що золотий дощ, який проллється на територію України у вигляді інвестицій, приверне сюди підприємців з усього світу. Економісти і політики спробують забалакати просту ідею 5/10, заплутати вас складними розрахунками, дурними страшилками. Але якщо ви добре подумаєте і поглянете на досвід найбагатших країн світу, зрозумієте, що вони звільнили себе від податків і зайвої бюрократії. Сінгапур, Гонконг, Об'єднані Арабські Емірати, Монако, Люксембург, Кремнієва долина, Кіпр, Ліхтенштейн і ще десятки безподаткових зон по всьому світу, в які течуть капітали, в тому числі, і українських олігархів — доказ тому. Держава повинна перестати контролювати економічні відносини громадян! Держава повинна не заважати заробляти, а сприяти! Державо, геть з економіки! Наша країна першою в світі може відмовитися від бюрократичних рогаток, створивши найвільнішу економіку з системою 5/10, де громадянин буде наділений всією повнотою справжньої економічної свободи. Ми можемо стати найбагатшим народом у світі всього за одне покоління! |

Ідея Балашова критикується з боку деяких журналістів та експертів.

### Парламентські вибори 2012
Брав участь у парламентських виборах 2012 року за одномандатним виборчим округом № 221 (м. Київ — Печерський, Солом'янський та Шевченківський район) з результатом 3,48 % (6 місце 3582 голосів).

### Євромайдан
Геннадій Балашов підтримував Євромайдан і закликав до підписання Угоди про асоціацію між Україною та Євросоюзом.
Він підтримував Правий сектор, вважаючи, що рух «5.10» — це «економічний правий сектор» тому їм потрібно об'єднати зусилля в політичній боротьбі, оскільки опозиція нічого істотного не змінить в країні, бо так як і діючий уряд немає жодної програми економічного розвитку країни.
Геннадій Балашов у своєму інтерв'ю зазначив, що події в Україні — це тренування для революції в Росії по скиданню диктаторського режиму Володимира Путіна.

### Окупація АР Крим
4 березня 2014 року, під час візиту в Крим, Балашова викрали, побили і пограбували кримські сепаратисти під керівництвом бойовика Самвела (Мартоян Армен Гамлетович). Через 8 годин його відпустили в Бахчисараї.
10 березня 2014 року на сцені Євромайдану Балашов зазначив, що Путін почав війну проти України, і єдиний спосіб припинити її це перекрити постачання газу з Росії до Європи через територію України. За це 12 березня 2014 року Слідчий комітет Росії порушив кримінальну справу проти Балашова і оголосив його в міжнародний розшук .

### Вибори Президента України 2014
На дострокових виборах Президента України 2014 року Геннадій Балашов і його партія «5.10» підтримували Петра Порошенка, щоб на виборах не перемогла Юлія Тимошенко.

### Вибори Президента України 2019
19 вересня 2018 року керівник партії «5.10», Геннадій Балашов заявив про намір висунути свою кандидатуру на вибори президента України, 31 березня 2019 року.
Балашов закликав однопартійців та прихильників партії профінансувати його передвиборчу через внесками на партійний рахунок. У звітах партії зазначалося, що на початок 2019 року було зібрано 1,2 млн грн. Це 47 % від застави (2,5 млн грн), яку має внести кандидат до ЦВК для реєстрації. Балашов зобов'язався докласти решту із власних грошей.
15 січня було подано документи на реєстрацію до ЦВК. 18 січня ЦВК затвердила кандидата.. На виборах отримав 0,17 % голосів.

## Скандали
Балашова вважають українофобом за його рекомендацію незадоволеним українізацією виїжджати з України. Значного резонансу набуло висловлювання Балашова, у якому він назвав «тварюками» людей, що пропонують перейти на українську мову. Захищає права російської мови в Україні, виступає проти Закону України «Про забезпечення функціонування української мови як державної».
18 лютого 2021 року проти Балашова було відкрито виконавче провадження щодо несплати ним аліментів. Попри заборону на виїзд з країни, що накладається у таких випадках, Балашов спробував вилетіти до Туреччини і був затриманий в аеропорту «Бориспіль». Проте, справа була завершена, і заборона на виїзд була скасована..

### Конфлікт з Дмитром Гордоном
На початку 2019 року Балашов випустив серію відео про Дмитра Гордона, де критикував його за медійну діяльність 1990-х років, коли той займався рекламою пірамід, нібито здатних лікувати від онкології, а також за зв'язки з Анатолієм Кашпіровським та Аланом Чумаком, і реклами діяльності своєї минулої дружини як екстрасенса, пізніше також висловивши критику на адресу Ігоря Смешка, підтриманого Гордоном на виборах президента України, припустивши, що він діє в інтересах проросійських сил. На серію відеороликів була публічна реакція від Дмитра Гордона, коли він, у березні 2019, оголосив про подачу позову до суду на Балашова, згадуючи політика також під прізвиськом «кабан», яке Геннадій пізніше використає для назви рубрики «Кабан Production» на своєму каналі в «YouTube». У травні 2019 року Геннадій Балашов випустив інтерв'ю з колишнім головою Служби зовнішньої розвідки, Миколою Маломужем, де той поділився своїми думками щодо Гордона та Смешка. У липні 2019 року, Дмитро Гордон, в інтерв'ю «Радіо Свобода», зачіпаючи тему конфлікту з Балашовим, сказав, що рекламував «золоті піраміди», оскільки вважає це геніальним винаходом.

### Кримінальна справа щодо шахрайства
Колишній депутат ВРУ Борислав Береза заявив, що Балашов не повернув інвесторам у нерухомість $28 тис. 22 січня 2021 року Національна поліція України порушила проти Балашова кримінальну справу за шахрайство у зв'язку із неповернення коштів інвесторам. Невдовзі після цього ЗМІ повідомили про погрози Балашова адвокату інвесторів його будівництва у кримінальній справі за фактом шахрайства.

### Будинок New York

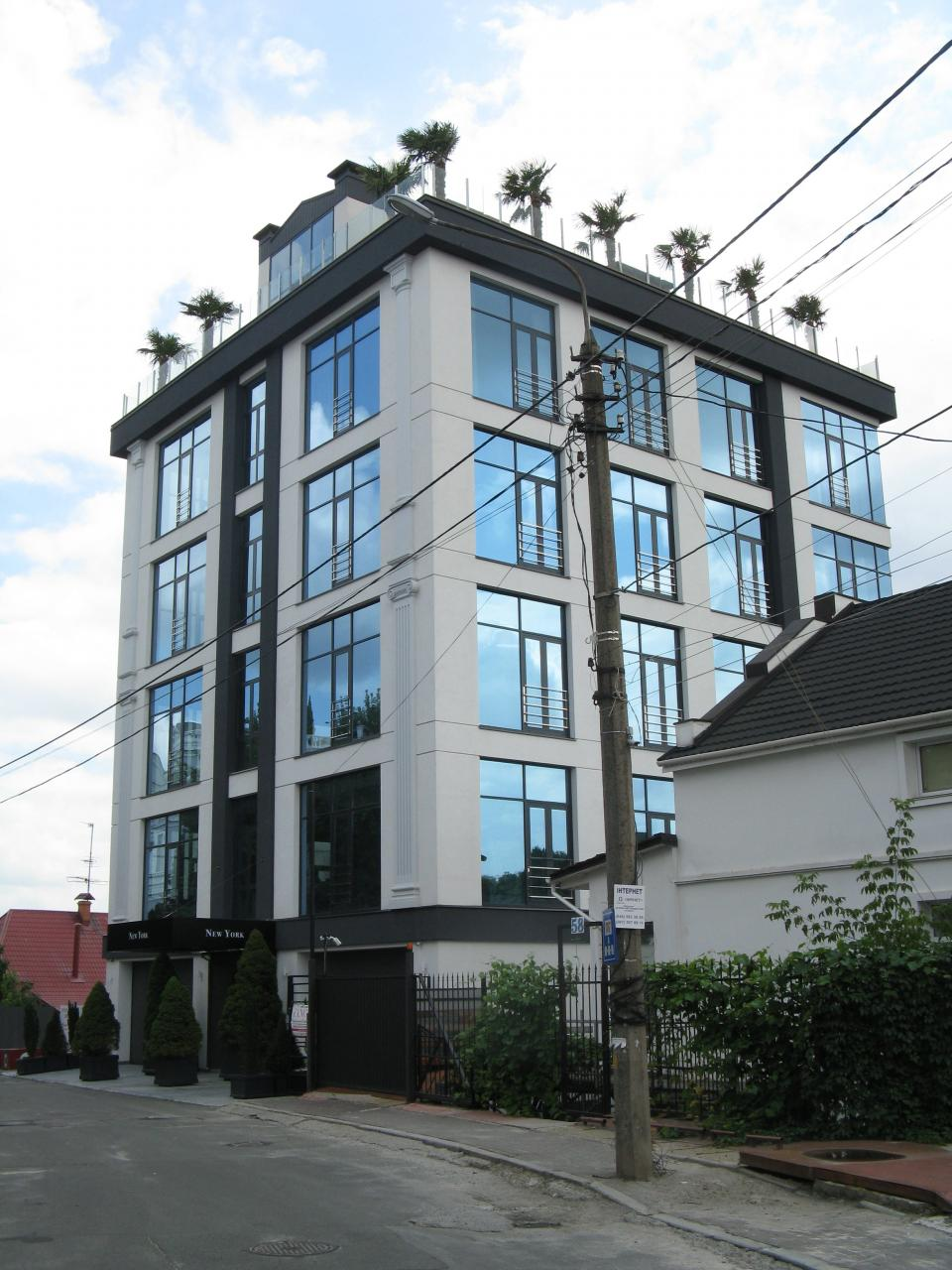
Будинок New York

Також, депутат Борислав Береза заявив, що Балашов з численними порушеннями звів будинок у буферній зоні об'єкта Всесвітньої спадщини ЮНЕСКО «Собор святої Софії і прилеглі монастирські споруди, Києво-Печерська лавра», і що це дає ЮНЕСКО повне право виключити дані об'єкти зі списку Всесвітньої спадщини. Будинок New York це житловий будинок, розташований у Києві на вулиці Редутній, 60. Будівля була зведена у 2015 році за участю бізнесмена Геннадія Балашова. Дім має загальну проектну площу 2333,3 м² і складається з 8 квартир середньою площею 140 м². Будівництво на вулиці Редутній викликало значну критику з боку громади через численні порушення будівельних норм і законодавства, зокрема у зоні, яка має історичну та культурну цінність. Згідно з українським законодавством про охорону культурної спадщини, тут заборонено висотне будівництво, однак, незважаючи на це, нові житлові комплекси почали з'являтися на цій території.. Станом на 2021 рік, будівництво Клубного дому New York та інших об'єктів на вулиці Редутній підлягає перевіркам та протестам з боку місцевих жителів, які стурбовані можливими наслідками для безпеки та стабільності сусідніх будівель через можливі зсуви.

#### Позиція Балашова
Геннадій Балашов заперечив звинувачення та висловив думку, що відкриття кримінальної справи є спробою шантажу з боку правоохоронців для вимагання коштів. За його словами, слідчі органи у співпраці з прокуратурою та київською владою чинять тиск на бізнесменів та незаконно втручаються у підприємницьку діяльність, прикриваючись кримінальними розслідуваннями.
|  | Прокуратура разом із поліцією годується з Царського села, кошмарить підприємців та займається неподобством разом з усією київською владою. А сама справа, яку вони інкримінують: щодо знесення пам'ятника. А який саме пам'ятник вони знесли, вони вже п'ять років не можуть встановити. |

### Бійка зі слідчим Кавуном
Бійка, що виникла між Балашовим та слідчим Слідчого відділу Печерського Управління Поліції ГУНП у м. Києві п. Кавуном, коли останній пхнув Балашова, а той його відштовхнув, що продовжилось бійкою. За словами адвоката Ігоря Черезова — Геннадія Балашова викликали за повісткою до дізнавача нібито для вручення підозри у новому кримінальному провадженні. Коли вони прийшли у відділок поліції, дізнавач провів Балашова і його захисників в актову залу, де в урочистій обстановці повідомив, що підозра ще не підписана прокурором і нема чого вручати. В цей час у залі з'явився Кавун і запропонував отримати ще одне клопотання, але по іншій справі. Геннадій Балашов безуспішно намагався пояснити Кавуну, що він не є підозрюваним, і це встановлено судами двох інстанцій. Під час спілкування виникла перепалка, яка переросла в бійку. Балашов отримав травми і його затримали. У Печерському управлінні поліції зареєстрували відомості про подію до Єдиного реєстру досудових розслідувань за ч. 2 ст. 345 (Погроза або насильство щодо працівника правоохоронного органу) Кримінального кодексу України. Сам Балашов стверджує, що події в Печерському відділу поліції проходили з грубим порушенням процесуального кодексу України, а кримінальні справи є сфабрикованими.

## Нагороди і відзнаки
- У 2001 році нагороджений Орденом «За заслуги» III ступеня.[72]
- 2015 року канал ICTV включив Балашова до списку «Оратори України: 30 найкращих за 25 років»[73]